# امام‌زاده داود (کن)
امامزاده داود، روستایی از توابع بخش کن شهرستان تهران در استان تهران ایران است.

## جمعیت
این روستا در دهستان سولقان قرار دارد و براساس سرشماری مرکز آمار ایران در سال ۱۳۸۵، جمعیت آن ۱۷۹ نفر (۵۰ خانوار) بوده‌ است.